# Home for Christmas (Dolly Parton)
Home for Christmas è il trentesimo album in studio della cantante statunitense Dolly Parton, pubblicato l'11 settembre 1990 dalla Columbia Records.

## Tracce
1. First Noel
2. Santa Claus Is Coming to Town
3. I'll Be Home for Christmas
4. Rudolph the Red-Nosed Reindeer
5. Go Tell It on the Mountain
6. The Little Drummer Boy
7. We Three Kings
8. Jingle Bells
9. O Little Town of Bethlehem
10. Joy to the World